# Zuversicht (Lied)
Zuversicht ist ein Lied des deutschen Schlagersängers Roland Kaiser aus dem Jahr 2022. Es stammt aus seinem 28. Studioalbum Perspektiven.

## Entstehung und Inhalt
Das Lied wurde gemeinsam von Dominik Gassner und Jonathan Zelter geschrieben beziehungsweise komponiert und von Roland Kaiser produziert.
Mit dem Titel vermittelt Roland Kaiser „Zuversicht“ in einer unstetigen und gesellschaftlich spaltenden Zeit, die von zwischenmenschlicher Entfremdung, Zukunftsängsten, aber auch unterschiedlichen anderen Problemen dominiert wird. Der Titel spricht sich dabei u. a. gegen Hass und für mehr soziale Gerechtigkeit sowie eine hoffnungsvolle Zukunft aus.